# Miranda (Venezuela)
Miranda je jeden ze 23 států Venezuely. Hlavní město spolkového státu se jmenuje Los Teques.

## Poloha
Stát Miranda se nachází v severno-centrální části Venezuely. Je součástí takzvaného regionu hlavního města společně s okresem hlavního města a státem La Guaira. Nachází se v centrální pobřežní oblasti země.
Na severu sousedí s Federálním distriktem, na jihu se státy Guárico a Aragua, na východě s Karibským mořem a na západě se státem Aragua. Reliéf je převážně členitý, s vysokými svahy a úzkými údolími uvnitř hor. Východní sektor tvoří proláknina v pohoří Serranía del Litoral. Řeka Guaire, která protéká městem Caracas, rozděluje sektor na dva pásy, které se liší svým poklesem: Valles del Tuy a La Depresión de Barlovento.

## Vodstvo
Nejdůležitější řekou je Tuy. Dále lze počítat s následujícími řekami: Guaire, Caucagua, Cuira, Chuspita, Grande, Guarenas, Guapo, San Pedro, Taguacita, Taguaza, Tacariguay a el Valle.
Miranda má tři významná jezera: Tacarigua, Beech a La Reina.
Vzhledem k vysoké hustotě osídlení je velkým problémem zásobování vodou. K zásobování pitnou vodou slouží nádrže La Mariposa, Lagartijo, La Pereza, Ocumarito, Agua Fría, Taguaza, El Guapo a Quebrada Seca.

## Historie
V době příchodu Španělů zde žili především Karibové. Usadily se zde mimo jiné kmeny Caracas, Teques, Cumanagotos, Mariches a Quiriquires. Teques obývali oblast jihozápadně od řeky Guaire. Mariches žili v oblasti východně od údolí Caracas.

V koloniálním období byla tato oblast součástí provincie Caracas. Koncem 16. a začátkem 17. století se ve vysoko položených oblastech pěstovaly obiloviny včetně pšenice. Pšenice se vyvážela až do Cartageny de Indias a na ostrovy v Karibiku. Klimatické změny a konkurence z jiných oblastí, které byly vhodnější pro pěstování pšenice, vedly k tomu, že se nejdůležitějším zemědělským produktem stalo kakao. Od počátku 17. století začali osadníci nahrazovat indiánské dělníky černými otroky. 

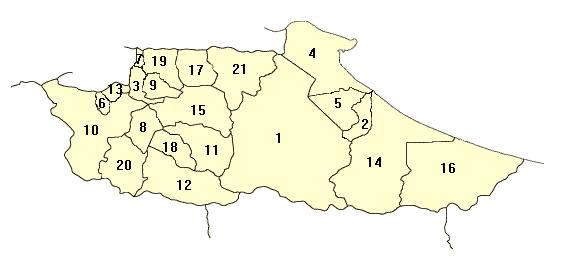
Miranda (municipios)

 V roce 1900 byl z Caracasu a sousedních regionů vytvořen stát Miranda. Správním sídlem byla Santa Lucía. V roce 1901 bylo správním sídlem zřízeno Petare a v roce 1904 Ocumare del Tuy.
V roce 1909 byly provedeny poslední změny hranic, které určily současné hranice státu. 